# 圧力鍋爆弾

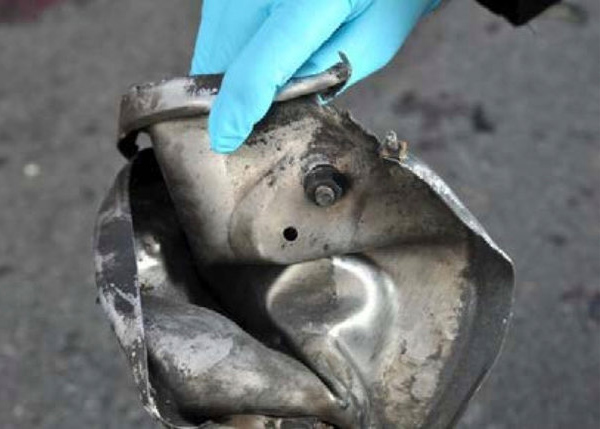
米FBIがボストンマラソン爆弾テロ事件で使用された圧力鍋爆弾の一部と推定している、圧力鍋の破片

圧力鍋爆弾（あつりょくなべばくだん）は、圧力鍋の内部に爆発物と雷管を仕込んだ即席爆発装置（IED）の一種。
21世紀に入ってから2006年ムンバイ列車爆破事件、2010年ストックホルム爆破事件（爆破失敗）、2010年タイムズスクエア車爆弾事件（爆破失敗）、2013年ボストンマラソン爆弾テロ事件、2017年マンチェスター・アリーナに於ける爆発物事件など多くの事件で使用された。

## 概要

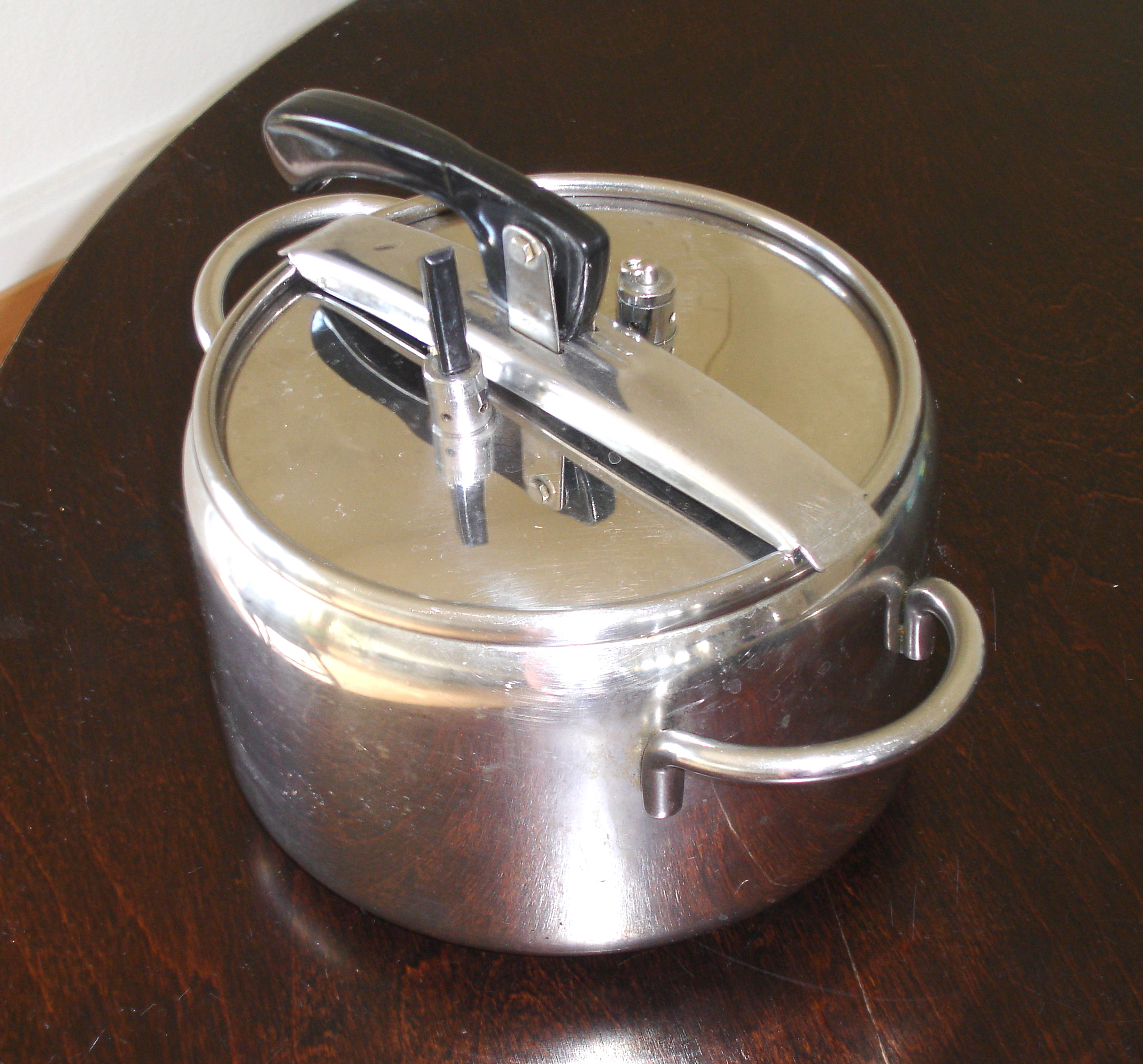
圧力鍋

圧力鍋爆弾は比較的容易に製造することが可能である。必要な材料は爆発物自体を除く大部分を簡単に入手でき、デジタル時計、ガレージの扉開閉装置、携帯電話、ポケットベル、キッチンタイマー、目覚まし時計などの単純な電子機器が起爆のために用いられる。爆発の威力は圧力鍋の大きさと爆発物の量及び種類に左右される。
1986年に革共同中核派の圧力釜爆弾事件で押収された爆弾は、黒色火薬約6キログラム、鉛球数十個が入った圧力釜にコードリールとスイッチボックスが連結され、時限式ではなく発破方式で確実にターゲットを爆破することを狙ったものであった。
パイプ爆弾と同様、圧力鍋内に密閉されることで、圧力鍋が破壊されるまで爆発のエネルギーが封じ込められており、これによって威力の小さい爆発物でも比較的大きな爆発が起き、殺傷力の高い破片が生じる可能性がある。前述した中核派の圧力釜爆弾の再現実験では、マイクロバスの下に爆弾をセットして爆破したところ、マイクロバスは跡形もなく大破し、直径約2メートル、深さ約1メートルの漏斗孔が生じた。

## 歴史

### 2000年代
2000年12月31日、フランス・ストラスブールでのテロ攻撃が警察により阻止された。この事件で10人のイスラム過激派が有罪判決を受けた。
2002年から2004年にかけて、アフガニスタン、インド、パキスタンでは圧力鍋爆弾がテロやIED攻撃に広く使用された。
2003年、アフガニスタンのカーブル国際空港において、チェチェン出身のアブドゥッラーと名乗るテロリストが逮捕される直前に圧力鍋爆弾を起爆し、6人が死亡した。ターリバーンはこの事件について関与を主張した。2004年、アメリカ合衆国国土安全保障省は、圧力鍋がIEDの製造に用いられることについて米国各機関に警告を発した。
2006年にインドのムンバイで起きたムンバイ列車爆破事件では、圧力鍋爆弾の爆発により209人が死亡、714人が負傷した。ムンバイ警察によると、爆破はラシュカレトイバとインド学生イスラム運動（SIMI）によって実行された。

### 2010年代以降
2010年夏、"The AQ chef"によって書かれた「お母さんの台所で爆弾を作ろう」と題する記事がアルカーイダ関連雑誌の『インスパイア』に掲載されたが、その中では圧力鍋爆弾の製造法が事細かく解説されていた。記事は、非常に効果的な爆弾を製造するための簡単な手法としてこの技術を紹介する。専門家は、これがアンワル・アウラキによって考案され、彼とサミール・ハーンによって編集されたものと見ている。『インスパイア』の目的は、「ローンウルフ」（一匹狼）型のジハーディを、ジハードの敵であるアメリカ合衆国とその同盟国に対する攻撃へと駆り立てることにあった。

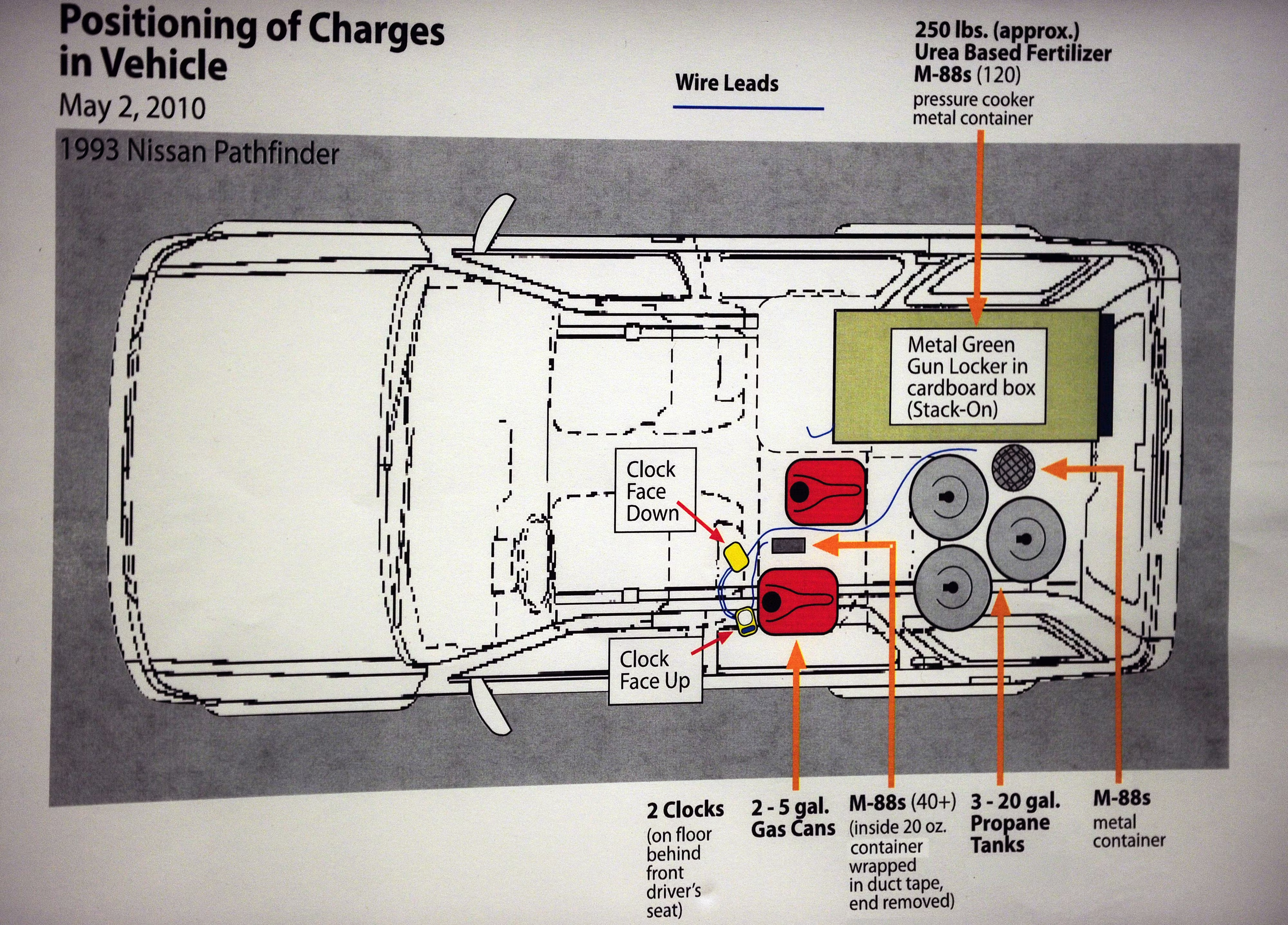
タイムズスクエア車爆弾事件で、容疑者の自動車に積まれていた圧力鍋爆弾の位置（図は米司法省作成）

2010年代には複数のイスラム過激派が圧力鍋爆弾によるテロ未遂事件を起こした。2010年5月に起きたタイムズスクエア車爆弾事件では、起爆に失敗したものの圧力鍋爆弾が使用された。爆弾を製造したファイサル・シャハザードは終身刑を宣告された。2010年12月のストックホルム爆破事件では、イスラム過激派の自爆テロで圧力鍋爆弾が使用されたが、これも起爆に失敗した。2011年7月、テキサス州のフォート・フッド駐屯地に所属する米陸軍兵士のナーセル・アブドがアルカイダ系雑誌の記事を読んで圧力鍋爆弾を製造し、米軍兵がよく利用するレストランを爆破しようと計画した容疑で逮捕された。ホテルの部屋からは、2つの圧力鍋と爆弾の材料が発見された。彼は終身刑を宣告された。
パキスタンでは、2010年3月、ワールド・ビジョンに勤務する6人が遠隔爆破された圧力鍋爆弾によって殺害された。2012年10月、フランス警察はカシュルート食料品店への攻撃を捜査する中で、パリ近郊において即製圧力鍋爆弾とその材料を発見した。
2013年4月のボストンマラソン爆弾テロ事件では2つの圧力鍋爆弾が使用された。圧力鍋の中には釘、ボールベアリング、黒色火薬が詰められており、当初、爆弾はキッチン用のゆで卵タイマーによって起爆されたものと見られていたが、その後見つかった証拠は、遠隔操作によって爆破されたことを指し示していた。犯人の一人ジョハール・ツァルナーエフは、捜査官に対して『インスパイア』の記事から製造法を学んだと供述した。
2013年7月1日（カナダの日）、カナダのビクトリアにあるブリティッシュ・コロンビア州議会議事堂で、圧力鍋爆弾による爆破未遂事件があった。
2016年5月19日、ポーランドのヴロツワフでバスの乗客が不審な荷物を見つけ、運転手がそれを車外に出したところ爆発した。死者は出なかったものの女性1名が軽傷を負った。捜査当局は3リットルの圧力鍋の中に釘と硝酸塩爆薬が詰められていたものと見ている。
2016年9月17日、米ニューヨーク州ロウアー・マンハッタンで爆発が発生し、民間人29名が負傷。爆発は圧力鍋爆弾によって引き起こされたことが判明した。他に少なくとも1つの爆弾も不発の状態で発見された。2日後、ニュージャージー州で容疑者のアフマド・ハーン・ラハミが逮捕された（2016年マンハッタン爆発）。
2016年にスウェーデンで判明したテロ未遂事件では、2010年のストックホルム爆破事件同様に圧力鍋爆弾が使用された。